# Trinidad de Arre (Navarra)
Trinidad de Arre (Trinitatearen basilika en euskera) es un concejo compuesto por un puente, basílica y caserío de Arre, en el valle de Ezcabarte, Merindad de Pamplona, se ubica en la margen derecha del río Ulzama, en la muga con Villava. Por su posición estratégica, entre las estribaciones del monte San Cristóbal y Miravalles, y la presencia del puente, cobra gran importancia en la Edad Media como paso de los peregrinos del Camino de Santiago. La ruta que siguen, desde Roncesvalles, llegaban por el Valle de Erro y Esteríbar a Huarte. Desde aquí, bordeando el monte Miravalles, se cruzaban el puente. Actualmente mantiene un albergue para peregrinos.

## Historia
En el camino que procede de Roncesvalles se encuentra, próxima a Pamplona, la  basílica de la Trinidad de Arre agregada al puente medieval por el que discurre el camino de peregrinos. 
No figura en la exhaustiva relación de hospitales enumerados en el testamento de Teobaldo II, ni entre las posesiones del obispo, ni en las de Roncesvalles. Tampoco consta que la rigiera orden religiosa alguna. El único documento anterior a tal siglo es una manda testamentaria de 1422.
En el siglo XVI se formaron dos cofradías, una encargada de la basílica y la otra del hospital. De la importancia de ambas da idea el dato de los 626 cofrades que tenía la eclesiástica en 1575. Por un dictamen de 1697 se conoce que la laica estaba formada por legos de Pamplona, Villava y valle de Ezcabarte, mientras la eclesiástica se componía de seglares y eclesiásticos de la Cuenca de Pamplona y otras partes, con  Oláibar y Odieta. Ambas se fusionaron en 1886 como consta en el artículo primero de las nuevas constituciones redactadas el 2 de diciembre de tal año.
Según el inventario del año 1584, el hospital tenía doce camas con todas sus ropas y el menaje de una casa, y había dos hospitaleros, marido y mujer. Además de las cuotas de los cofrades y de las limosnas, el hospital se financiaba con las mandas de personas piadosas.
Se tiene noticia de que en el siglo XVII el hospital trasladaba en caballerías a los peregrinos enfermos que regresaban en dirección a Roncesvalles. En la actualidad sigue funcionando como albergue de peregrinos jacobeos.

## Arte
La basílica pertenece al románico rural (de la primera mitad del siglo XIII), es de una sola nave definida por tres cuerpos y está cubierta por bóveda de cañón; por su parte, el ábside es semicircular, con bóveda de cuarto de esfera. En el exterior está reforzado por contrafuertes y muestra dos ventanas  abocinadas con arcos de medio punto. La cubierta actual deja entrever la original, con lajas de piedra, con el alero en buen estado y algunos canecillos sin decorar. Las construcciones adosadas a la iglesia, datadas a finales del siglo XIX, impiden contemplar el exterior del templo románico, del que únicamente resulta visible el ábside. 
La torre, levantada  a los pies de la iglesia, está recrecida con ladrillo.
Por último, el puente, cuyo origen parece ser romano, ha sido reformado y reconstruido a lo largo de los siglos. Tiene una longitud de 55 metros, está formado por seis arcos, y tiene una anchura entre tres y cinco metros. En 1960 se realizó la última reconstrucción que consolidó un arco, el pretil y el pavimento de la calzada.
En este paraje tradicionalmente se ha represado el río para mover molinos y batanes, uno de ellos ha sido restaurado y está abierto a los visitantes.

## Galería de imágenes

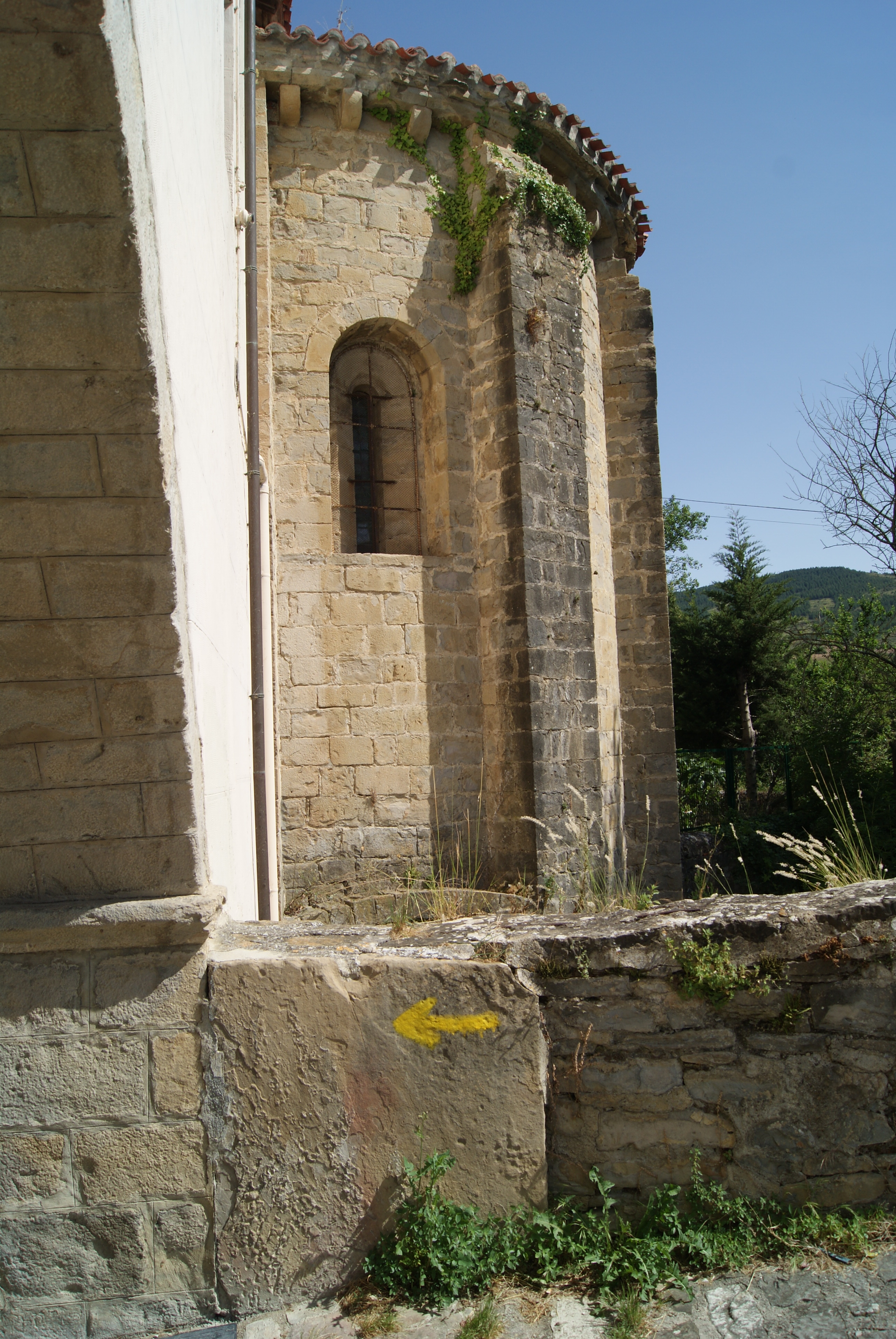
Ábside románico
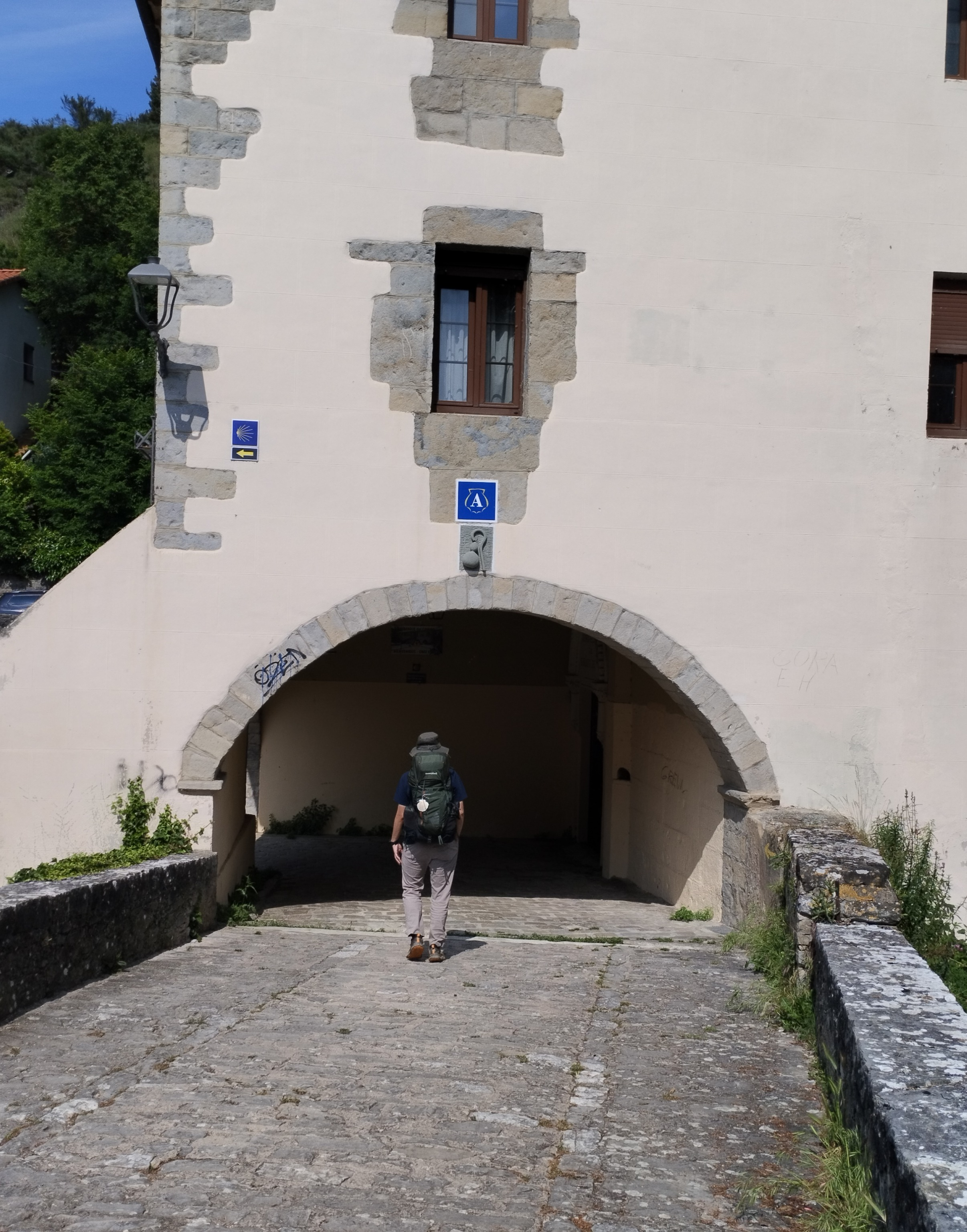
Albergue de peregrinos
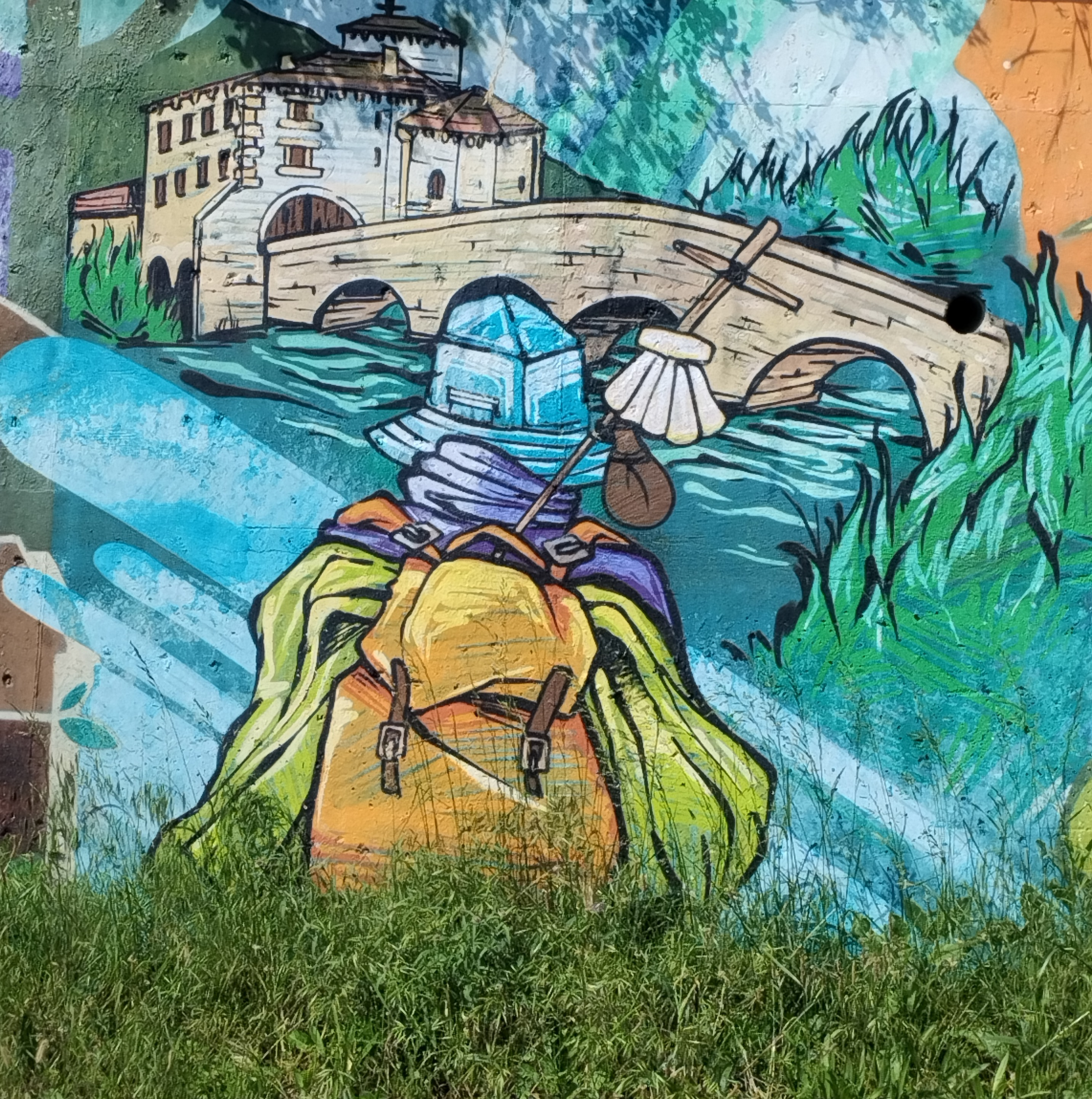
Pintura mural en la carretera a Arre
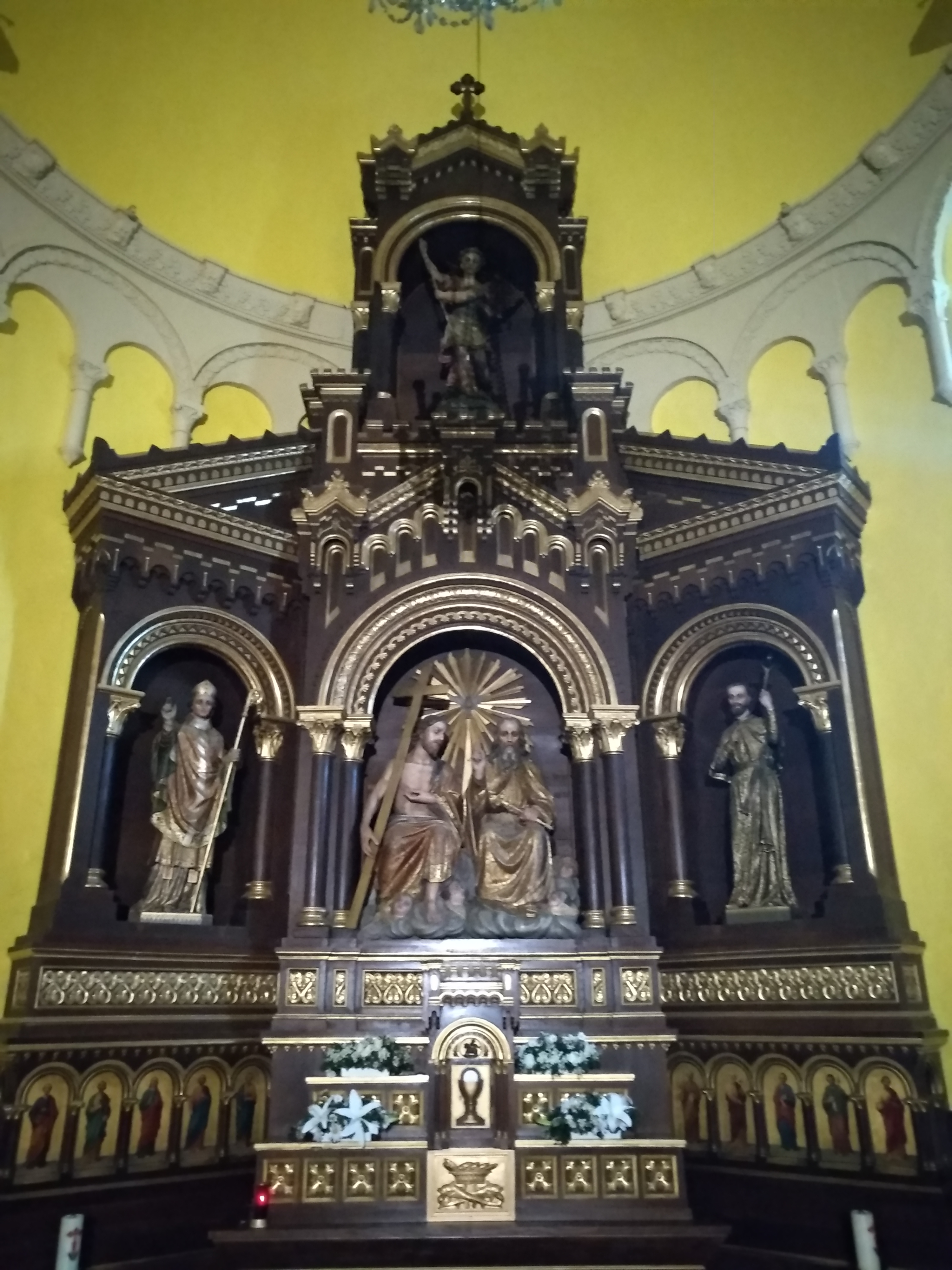
Retablo de la Santísima Trinidad (S. XIX)
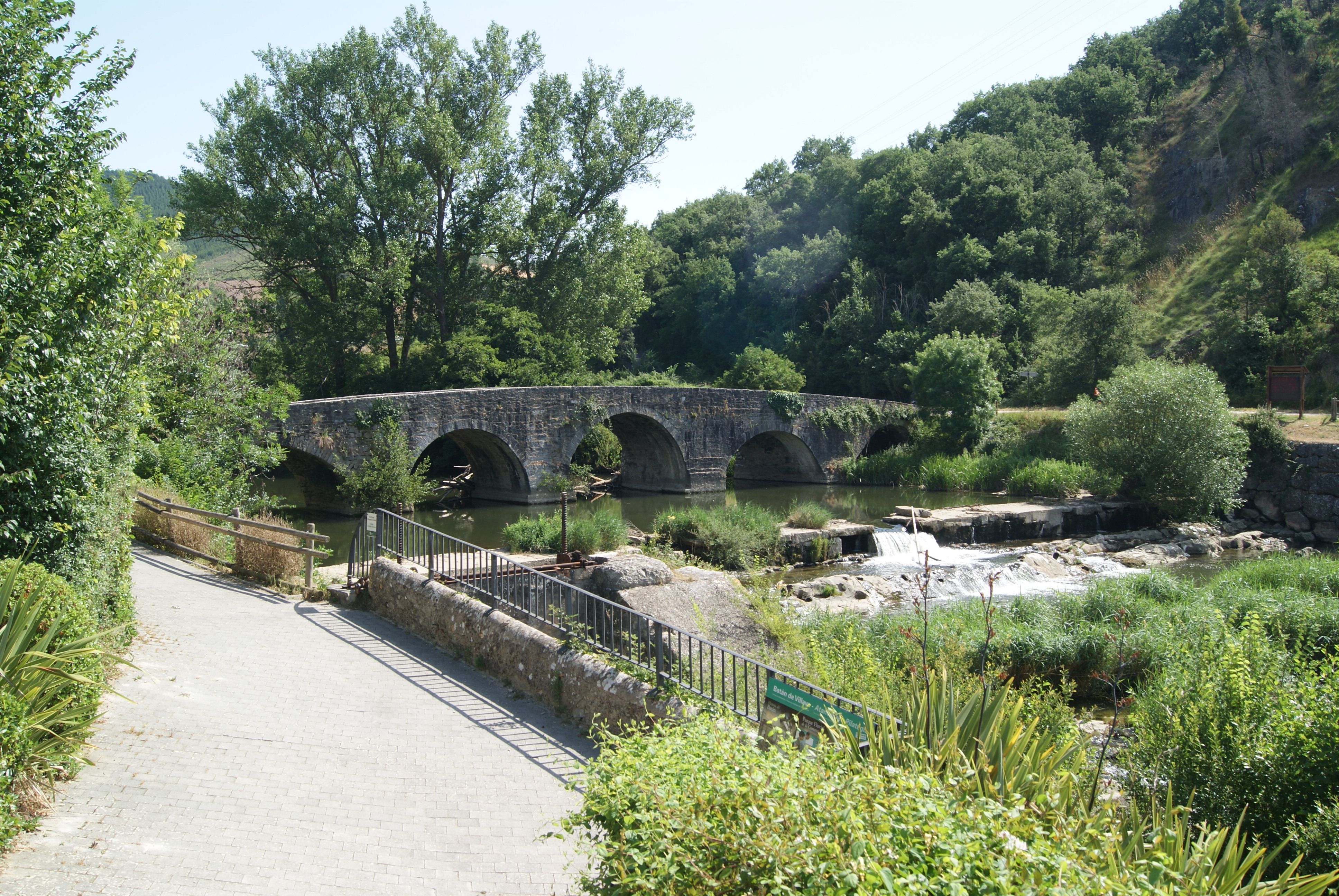
Puente y presa desde el sur